# Diecezja Münsteru

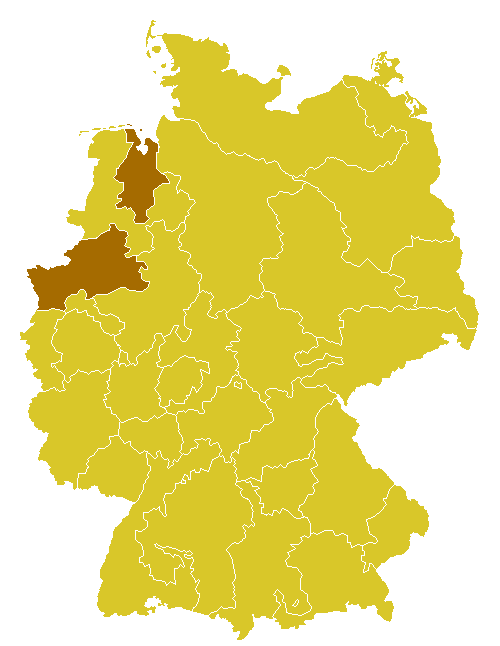
Obecne granice diecezji Münsteru

Diecezja Münsteru (niem. Bistum Münster, łac. Dioecesis Monasteriensis) – diecezja Kościoła rzymskokatolickiego w północno-zachodniej części Niemiec, w metropolii Kolonii. Została erygowana w roku 800, na mocy decyzji papieża Leona III. Od tego czasu kilkukrotnie zmieniały się jej granice, po raz ostatni w 2002 roku, na rzecz diecezji Osnabrücku.